# Calytrix involucrata
Calytrix involucrata là một loài thực vật có hoa trong Họ Đào kim nương. Loài này được J.M.Black mô tả khoa học đầu tiên năm 1928.